# Великое Село (Невельский район)
Вели́кое Село́ — деревня в Невельском районе Псковской области России. Входит в состав Плисской волости. С января 1995 до декабря 2005 года деревня входила в состав ныне упразднённой Ловецкой волости. Расположена на северном побережье озера Каре, в 15 км к западу от райцентра, города Невель, и в 5 км к юго-востоку от деревни Ловец.

## Население
| 2001 | 2002 | 2010 |
| ---- | ---- | ---- |
| 28   | ↗39  | ↘19  |

Численность населения деревни по оценке на начало 2001 года составляла 28 человек.